# 864
Het jaar 864 is het 64e jaar in de 9e eeuw volgens de christelijke jaartelling.

## Gebeurtenissen

### Byzantijnse Rijk
- Keizer Michaël III dwingt Boris I, heerser (knjaz) van het Bulgaarse Rijk, na een succesvolle militaire campagne het Oosters-orthodoxe geloof aan te nemen. Hij, zijn familie en enkele Bulgaarse edelen worden gedoopt.

### Europa
- Koning Karel de Kale vaardigt het Edict van Pîtres uit om sociale en monetaire hervormingen door te voeren in het West-Frankische Rijk. Het lijfeigenschap wordt beperkt tot 7 jaar en het muntstelsel wordt hervormd.
- Keizer Lodewijk II trekt met een Frankisch expeditieleger naar Rome om paus Nicolaas I onder druk te zetten. Onderweg wordt hij ziek en is genoodzaakt een compromis te sluiten.
- Koning Lodewijk de Duitser valt het Moravische Rijk binnen. Hij belegert het Kasteel van Devín (huidige Slowakije) en dwingt de opstandige vorst Rastislav om zich over te geven.
- Pepijn II wordt bij een poging de vestingstad Toulouse te heroveren gevangengenomen en officieel als koning van Aquitanië afgezet.
- Trpimir, hertog van Kroatië, overlijdt en wordt opgevolgd door zijn zoon Zdeslav. Kort daarna wordt hij door de adel afgezet.
- Sancho II, hertog van Gascogne, overlijdt en wordt opgevolgd door zijn neef Arnold. (waarschijnlijke datum)

### Lage Landen
- In de Lage Landen heerst watersnood. De loop van de rivier bij Dorestad verschuift, waardoor de Frankische handelsstad nog meer in de problemen komt.
- Eerste schriftelijke vermeldingen van Maarke en Petegem-aan-de-Schelde (huidige België).

## Overleden
- Hugbert, Frankisch edelman (of 866)
- Sancho II, hertog van Gascogne
- Trpimir, hertog van Kroatië